# El hobito
El hobito es la primera traducción al español de la novela El hobbit, del escritor británico J. R. R. Tolkien. La traducción de la novela fue realizada por Teresa Sánchez Cuevas, y resultó bastante controvertida, pues hasta el mismo Tolkien intervino personalmente para desaconsejar alguna de las decisiones de la traductora. Fue editada por primera vez en 1964, incluida en la colección Los libros del mirasol, de la empresa Fabril Editora, en Buenos Aires (Argentina). Se trata de una publicación difícil de encontrar, ya que se realizó una única impresión (30 de noviembre de 1964), que al parecer no funcionó comercialmente y se ha convertido en un objeto de coleccionistas. Hay que esperar hasta la edición de Minotauro de 1982, publicada en cartoné en España, para volver a tener El hobbit en español, y hasta 1984 en Argentina, año en que se publicó la edición argentina de Minotauro, en rústica. 

Las páginas de este libro tienen la magia y el particular sabor de las antiguas sagas escandinavas. Hermanado con las obras de Swift, Bunyan y Lewis Carrol, El Hobito señala la plenitud creadora de J. R. R. Tolkien.
El señor Bilbo Baggins es un hobito, especie de gnomo y de elfo, que desciende de una raza cada vez más próxima al comportamiento y caracteres de los hombres: fuma en pipa, bebe su té a las cinco y es un caballero respetable. Una mañana llama a su puerta el hechicero Gandalf, incansable vagabundo, quien busca un camarada para su nueva hazaña. El metódico hobito lleva en sus venas algunas gotas de sangre de la impulsiva raza de los Took. Y finalmente acepta.
Así comienzan las tribulaciones y la encantadora narración que conduce al lector a través de extrañas regiones, poniéndolo en contacto con personajes fantásticos, que se mueven en una atmósfera fascinante para los que poseen sentido poético e imaginación.
Su creador, J. R. R. Tolkien, nació en Inglaterra el 3 de enero de 1892; ha desempeñado cargos docentes en las universidades de Leeds y de Oxford y en el colegio Merton. Es doctor en filosofía y letras de la Universidad de Lieja y doctor en literatura, honoris causa, de la Universide de Dublín. Entre sus obras más importantes merecen citarse: Sir Gawain and the green knight, Chaucer as a Philologist, Fairy Stories y la trilogía El señor de los anillos, cuyos tres volúmenes, La confraternidad del anillo, Las dos torres y El regreso del rey, Fabril Editora ha incluido en Los libros del mirasol.
— Contraportada de El hobito.

Esa última afirmación no se llegó a concretar. La familia Munchnik, dueña de la editorial, había comprado los derechos sobre toda la obra de Tolkien, pero tan sólo llevaron a cabo la traducción y publicación de The Hobbit, y les fue mal: no tuvo repercusión. También tenían los derechos de El Señor de los Anillos, pero nunca llegaron a realizar la traducción por cuestiones económicas, y la editorial terminó cerrando. Los derechos vencieron, y Francisco Porrúa, fundador de Minotauro, los compró por tan solo 1.500 dólares.

## La traducción
Es interesante destacar algunos detalles sobre la traducción de Teresa Sánchez Cuevas. Se realizó sobre el original, y mucho antes de que Minotauro unificara criterios y vocabulario sobre el mundo de la Tierra Media. A quien ha leído la edición de Minotauro, o la obra original en inglés, esta traducción le resulta extraña; muy en particular en cuanto a los términos utilizados para nombrar a las distintas razas: hobbit por «hobito» (en vez de «hobbit», lo que se refleja en el mismo título de la novela), troll por «enano» (en vez de «troll»), goblin por «duende» (en vez de «trasgo») y dwarf por «gnomo» (en vez de «enano»). Este último cambio hizo que el propio Tolkien interviniera, ya que la traducción confundía dos razas distintas de su legendarium en la frase «the elves that are now called Gnomes», que hacía referencia a uno de los linajes de los Altos Elfos, los Noldor, y no a los Enanos. Tolkien había utilizado el término «Gnomes», que deriva del griego gnosis («conocimiento» o «inteligencia»), en sus escritos anteriores pensando que era un buen nombre para designar a aquellos que eran más sabios entre los Elfos, pero, finalmente y debido a la imposibilidad de disociar el término del significado «pigmeo» del que le dotó Paracelso, y por el que se conocen así a los gnomos de jardín, acabó sustituyéndolo por «Noldor».
La siguiente tabla comparativa ilustra la cuestión al completo. La primera columna indica los términos tal cual los escribió Tolkien en el original, la segunda son los de la traducción de Minotauro de 1982, y la última es la traducción de Sánchez Cuevas para El hobito.
| Original | Minotauro | Fabril |
| -------- | --------- | ------ |
| troll    | troll     | enano  |
| dwarf    | enano     | gnomo  |
| goblin   | trasgo    | duende |
| elf      | elfo      | elfo   |
| hobbit   | hobbit    | hobito |
| warg     | wargo     | warg   |

Otro asunto especialmente sensible es la adaptación de la primera frase de la novela a la comúnmente empleada para los cuentos de hadas españoles: «Había una vez un hobito que vivía en una cueva en la tierra», cuando el original dice «In a hole on the ground there lived a Hobbit», que en la edición de Minotauro se tradujo como «En un agujero en el suelo, vivía un hobbit». Tolkien confesó que esa frase en concreto originó la totalidad de la historia, pues se le ocurrió mientras corregía ensayos de promoción, la anotó en uno de los exámenes, dejado en blanco, y posteriormente fue desarrollando la historia de ese hobbit a partir de ella. Esta anécdota ilustra perfectamente la particular forma de novelar que tenía Tolkien: la mayoría de los escritores empiezan por crear un personaje y definir sus características y su historia, para nombrarlo al final del proceso; pero Tolkien, por encima de todo, era un filólogo, por lo que frecuentemente invertía el proceso: primero inventaba una palabra o un nombre, y después «descubría» su historia, frecuentemente a través de elucubraciones lingüísticas sobre el mismo nombre. Pero, con esa mala traducción, Cuevas no sólo traicionó ese arranque casi legendario, sino que con su intención de comenzar el libro con el típico «Había una vez...» asoció esta novela de Tolkien a un género que el mismo autor deploraba profundamente: los cuentos de hadas infantiles al estilo de Andersen o Perrault.

## Otras singularidades de esta edición
Esta edición, al igual que la de Minotauro, se tradujo desde la segunda edición inglesa de The Hobbit, que había sido sensiblemente adaptada por el propio Tolkien para encajar las lagunas argumentales y pequeñas contradicciones que se producían entre la primera edición de El Hobbit y El Señor de los Anillos, que se acababa de publicar. Estos cambios afectaban en particular al capítulo V, en el que se narra el modo en que Bilbo se hace con el anillo de Gollum, y la reacción de éste a su pérdida. En esta segunda edición, Tolkien introdujo una nota aclaratoria de estos cambios, justificándolos en clave interna como contradicciones en los relatos de Bilbo. Evidentemente, esa nota aclaratoria no tenía sentido en español, puesto que no había existido traducción alguna de la primera edición inglesa de la obra, y así lo entendió Minotauro, que la suprimió. Sin embargo, El hobito la mantiene en su página 3, por lo que constituye un «fragmento perdido» de la obra de Tolkien en español. 
También es extraña la ilustración de cubierta, realizada por Luis Videla, y que muestra a Gandalf y Bilbo, porque si bien el estilo se corresponde con el de la colección Los libros del mirasol, no sigue en absoluto las descripciones que realiza Tolkien en el libro sobre los personajes: Gandalf usa bastón y un curioso sombrero sin pico, calza tacones y tiene una nariz diminuta, mientras que Bilbo está fumando en una pipa muy pequeña, cuando la descrita por Tolkien le llega hasta los pies.
La edición está plagada de traducciones o interpretaciones directamente erróneas y totalmente ajenas a los escritos y concepciones del autor. Un ejemplo es el texto de contraportada reproducido en párrafos anteriores: la frase «especie de gnomo y de elfo» no es una manera muy precisa de describir a los hobbits de Tolkien, ni aun entendiendo «enano» por «gnomo», tal y como se ha comentado en el párrafo anterior.
Sin embargo, en el apartado gráfico esta edición es más fiel a la original que la de Minotauro: incluye tanto el «Mapa de Thrór» en la página 58, como el «Mapa de las Tierras Ásperas» en la 190, mapa que Minotauro eliminó en sus ediciones; los dos mapas de Fabril reproducen el dibujo original de Tolkien, a diferencia del que publicó Minotauro, que es una recreación; y los nombres e indicaciones están escritos en ellos a mano como en los originales, mientras que los del único mapa de Minotauro son tipográficos.